# Бантеайчма
Бантеайчма (кхмер. បន្ទាយឆ្មារ) — массивный храм ангкорского периода, расположенный в одноимённом населённом пункте Бантеайчма, округ Тмапуок, провинция Бантеаймеантьей, северо-западная Камбоджа. Находится в 63 км к северу от административного центра провинции Сисопхона и в 20 км от границы с Таиландом. Храм вместе с окружающими его святилищами и резервуаром-бараем является одним из наиболее значительных и наименее изученных археологических комплексов ангкорского периода.

## История

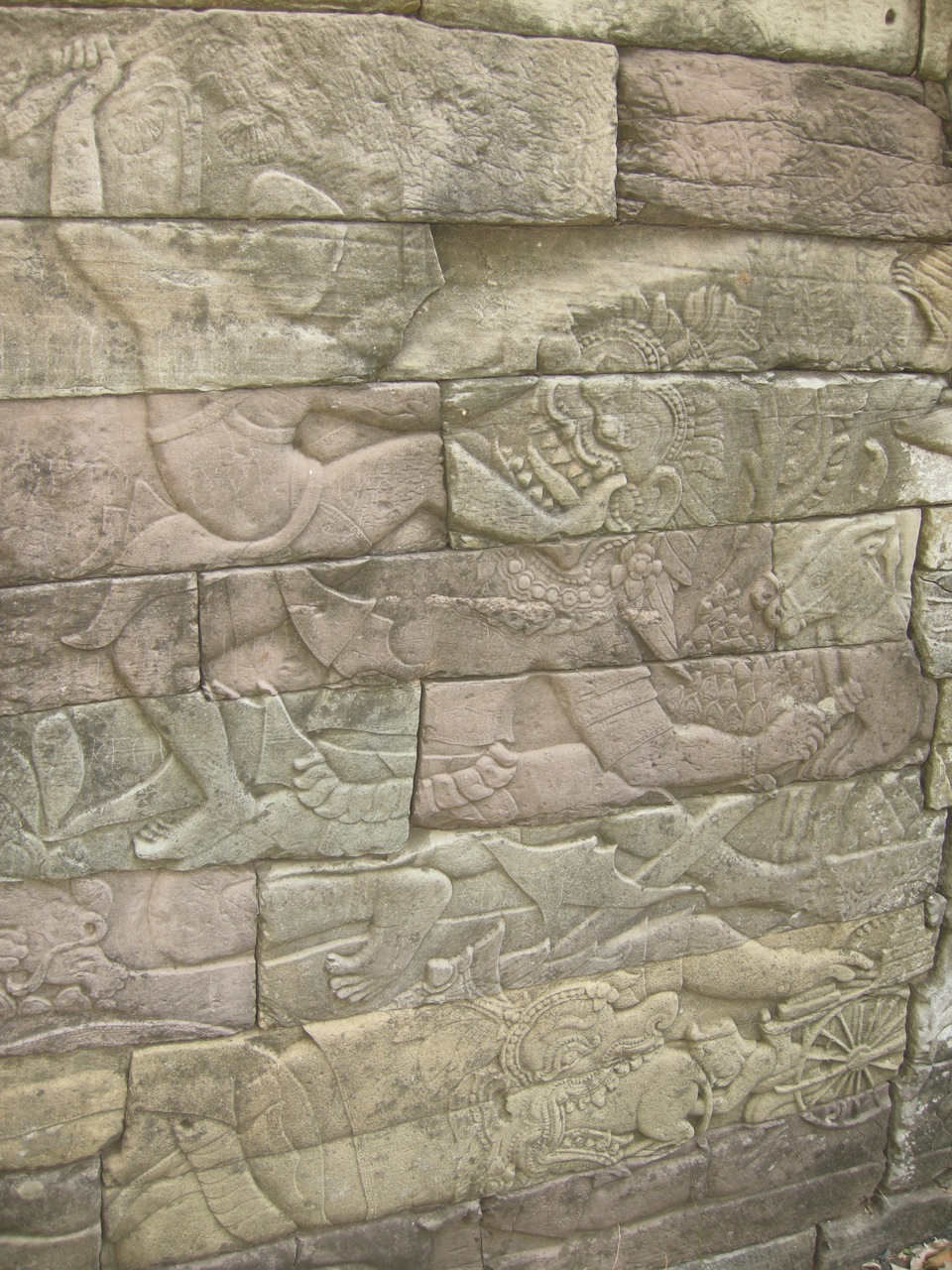
Принц побеждает демона (северная секция западной галереи)

Как и Ангкор-Тхом, храм Бантеайчма был построен во время царствования Джаявармана VII в конце XII — начале XIII века н. э. В одном из святилищ храма было найдено изображение кронпринца Шриндракумара раджапутра, возможно, сына Джаявармана VII. Большая древнекхмерская надпись, которую нашли в храме, и которая теперь экспонируется в Национальном музее в Пномпене, рассказывает о том, как четыре королевских охранника потеряли жизнь, защищая кронпринца. Надпись перечисляет их имена и сообщает, что их изображения были помещены в углах святилища.

## Комплекс храмов
Комплекс напоминает Ангкор-Тхом и другие строения периода царствования Джаявармана VII. Это один из двух храмов за пределами Ангкора с загадочными лицами на башнях. Кроме того, во внешней галерее находятся барельефы, изображающие битвы и сцены из повседневной жизни, очень похожие на хорошо известные барельефы в Байоне.
Комплекс ориентирован на восток, где находится высохший барай с периметром около 1.6 на 0.8 км; на искусственном острове посреди барая (мебоне) находился храм. Имеется три ограждения, как обычно. Внешняя стена, сильно разрушенная, имеет периметр 1.9 на 1.7 км и окружена рвом. «Средняя» стена тоже окружена рвом и имеет периметр 850 на 800 м. Внутри находится главный храм, окружённый галереей с барельефами, периметром 250 на 200 м, что и составляет третье внутреннее ограждение.
Кроме главного храма и мебона, есть также восемь второстепенных храмов. Четыре стелы, описывающие генеалогию Джаявармана VII были размещены на четырёх углах третьей стены ограждения, повторяя стелы, установленные на четырёх угловых святилищах (Прасат Чрунг) королевской столицы Ангкор-Тхом.

## Современные проблемы
Из-за своей удалённости и близости к тайской границе комплекс часто подвергался грабежам и мародерствам, особенно в 1990-е годы. В 1998 году группа солдат украла 30-метровую секцию южной стены. Некоторое время назад в Бантеайчма было восемь барельефов с ликом Авалокитешвары в западной галерее, теперь осталось только два: в январе 1999 года грабители разобрали секции западной галереи, где были эти барельефы. Тайской полиции удалось задержать грузовик, и 117 блоков были возвращены обратно. Сегодня они экспонируются в Национальном музее в Пномпене.